# Milan Hodža
Milan Hodža (ejtsd: Hodzsa) (Szucsány, Osztrák–Magyar Monarchia, 1878. február 1. – Clearwater, Florida, 1944. június 27.), újságíró, politikus, csehszlovák miniszterelnök.

## Életpályája
1878-ban született a Turóc megyei Szucsányban, evangélikus lelkész családban. Gimnáziumi tanulmányait Besztercebányán kezdte, majd Sopronban folytatta és Nagyszebenben fejezte be.  Budapesten szerzett jogi diplomát, majd Bécsben a filozófia doktorává avatták. Ezt követően újságíróként és szerkesztőként dolgozott, 1898–1899-ben a Budapester Abendblatt országgyűlési tudósítója. 1900-tól a Slovenský denník napilapot írta, szerkesztette és adta ki, majd 1903–1914 között a Slovenský týždenník hetilapot. Hét nyelven beszélt és kiváló gyorsíró volt, ő szerkesztette a Gyorsírók Lapját is.
1905 és 1910 között a magyar országgyűlésben volt képviselő. Szlovák, szerb és román képviselőtársaival együtt létrehozza a nemzetiségek országgyűlési pártját. 1906 és 1914 között a Szlovák Nemzeti Párt alelnöki tisztségét töltötte be. A Szlovák Nemzeti Párton belül nem sikerült elfogadtatnia agrárprogramját, ezért egy időre a nagypolitika felé fordult. Ferenc Ferdinánd trónörökösnek a magyarok ellenében a nemzetiségekre építő ún. belvederi politikáját támogatta, majd annak sikertelensége után új erővel kezdett agrárprogramja népszerűsítésébe.
1918-ban, az Osztrák–Magyar Monarchia felbomlásának napjaiban a csehszlovák kormány nevében ő tárgyalt Budapesttel. Az I. világháborút követően a születő Csehszlovákiában egyesítésügyi miniszter 1919–1920, majd földművelésügyi 1922–1925, oktatásügyi 1926–1929, és ismét földművelésügyi 1932–1934 miniszter volt. 1935–1938 között Csehszlovákia miniszterelnöki tisztségét töltötte be.
A német és szovjet veszélyt egyaránt felismerve, egy szorosabb közép-európai együttműködés, egységes gazdasági térség kialakítását szorgalmazta (beleértve Trianon felülvizsgálatát is). A "Dunai terv" lényege egy "Gdansktól Thesszalonikiig" terjedő szabadkereskedelmi társulás lett volna.
1938-ban emigrált Franciaországba, ahol az 1939-ben megalakult Szlovák Nemzeti Tanács elnöke lett. 1941-től az Egyesült Államokban élt, és élénk tevékenységet fejtett ki a világháború befejezését követően létrehozandó közép-európai konföderáció érdekében.
1944-ben, 66 évesen halt meg az amerikai Clearwaterben.

## Emlékezete

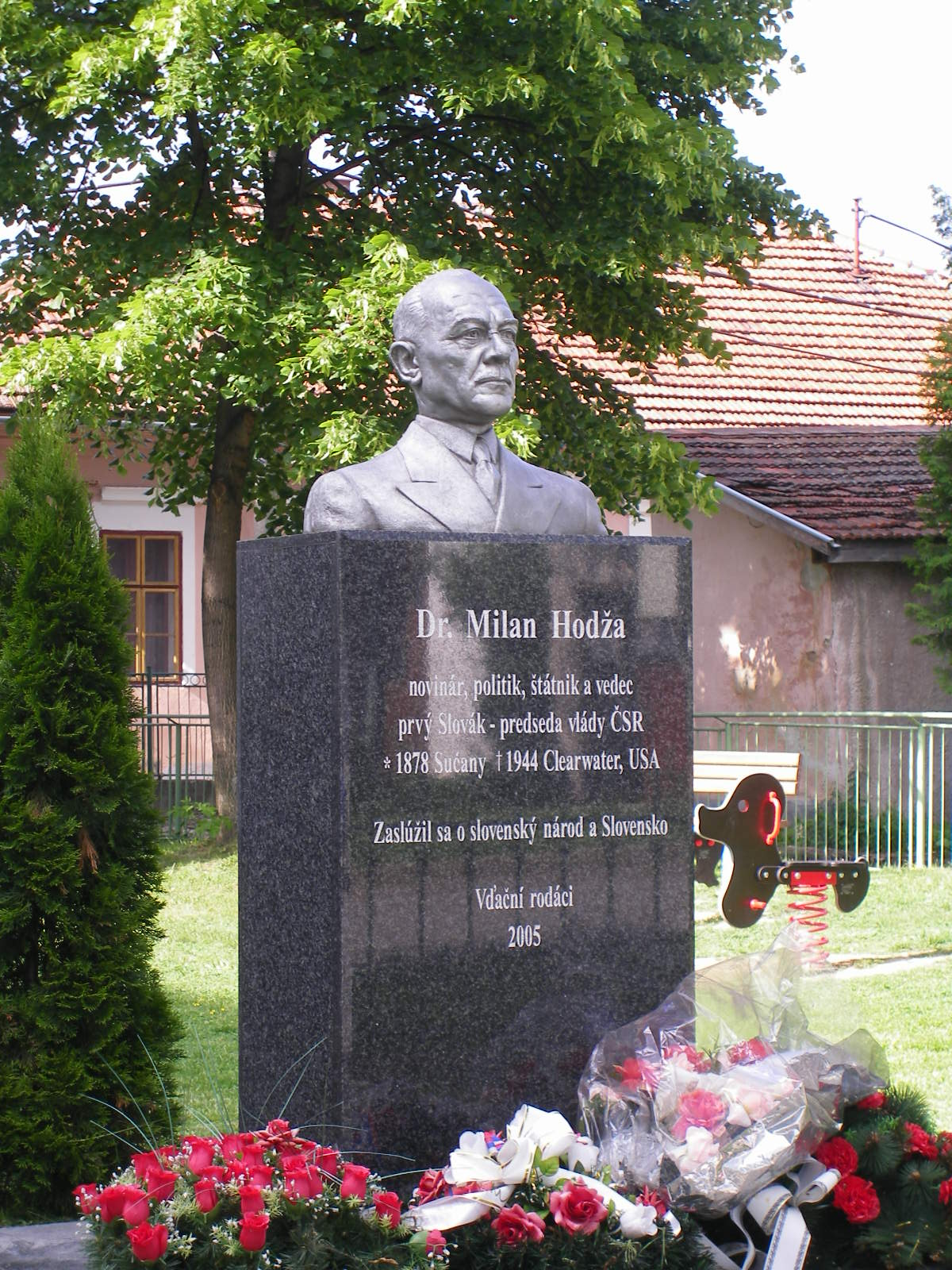
Szucsány
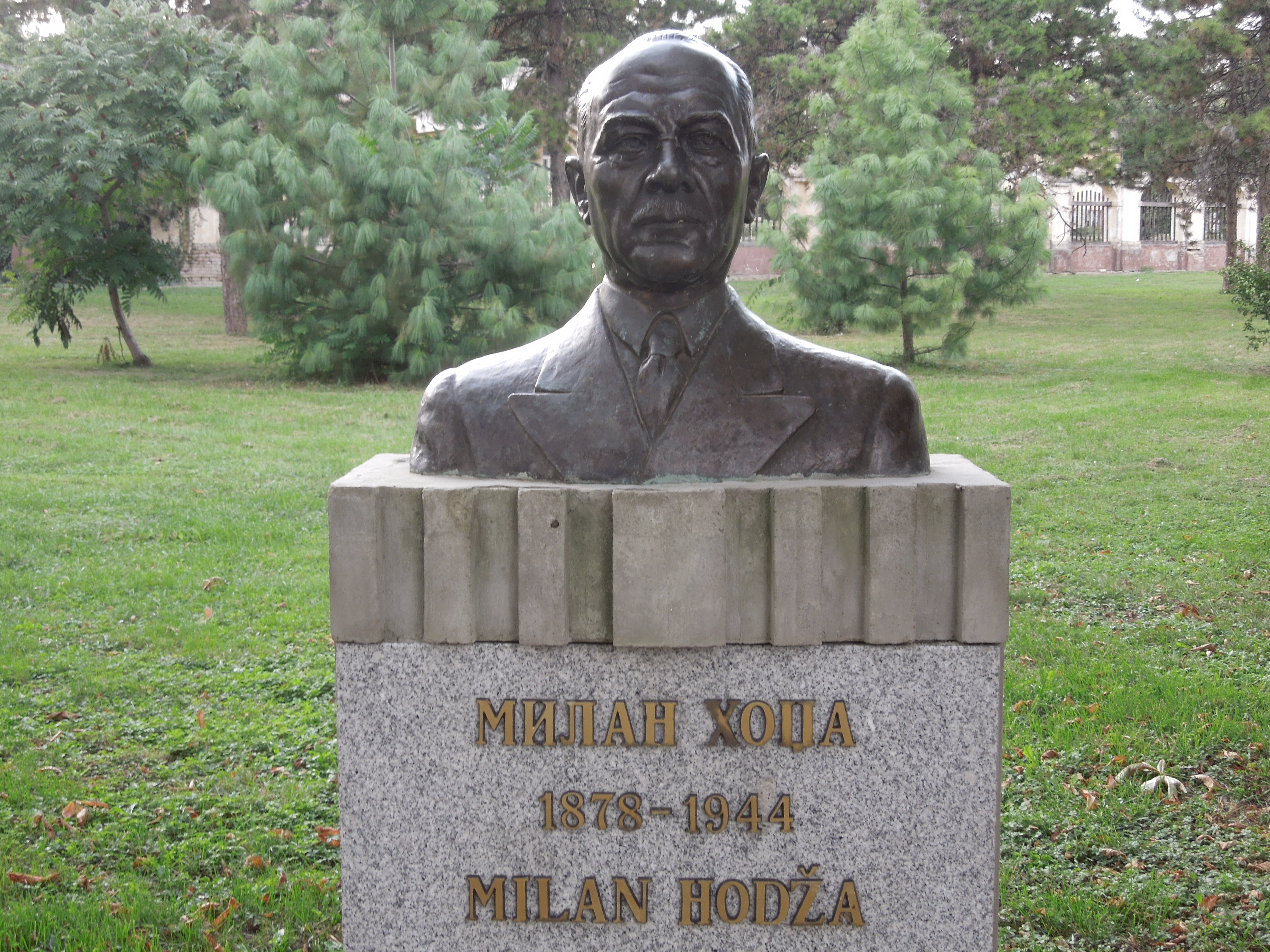
Többek között a vajdasági Kölpényben is áll mellszobra

Méltatói a huszadik század legnagyobb szlovák politikusának nevezik. 2002-ben a turócszentmártoni Nemzeti Pantheonban helyezték végső nyugalomra földi maradványait.

## Művei
- A közép-európai föderáció (London, 1942)[3]

### Magyarul
- Középeurópa országútján, 1-2.; összeáll., bev. Rudinský József, ford. Donner Pál; Prager, Bratislava-Pozsony, 1938
- Szövetség Közép-Európában. Gondolatok és visszaemlékezések; ford. Molnár Miklós, előszó Pavol Lukáč, előszóford. F. Kováts Piroska, jegyz. Pavol Lukáč, Simon Attila; Kalligram, Pozsony, 2004